# Bryum vulcanicum
Bryum vulcanicum là một loài Rêu trong họ Bryaceae. Loài này được (Brid.) Brid. mô tả khoa học đầu tiên năm 1819.